# Samoa Occidentali ai Giochi della XXVI Olimpiade
Samoa partecipò ai Giochi della XXVI Olimpiade, svoltisi ad Atlanta, negli Stati Uniti d'America, dal 19 luglio al 4 agosto 1996, con una delegazione di 5 atleti impegnati in tre discipline.